# شهرداری اولکینج
شهرداری اولکینج (به لاتین: Ulcinj Municipality) یک منطقهٔ مسکونی در مونته‌نگرو است که در مونته‌نگرو واقع شده‌است. شهرداری اولکینج ۲۵۵ کیلومتر مربع مساحت و ۲۰٬۲۹۰ نفر جمعیت دارد.